# Ernst zu Reventlow
Ernst Christian Einar Ludwig Detlev Graf zu Reventlow (Husum, 18 agosto 1869 – Monaco di Baviera, 21 novembre 1943) è stato un militare, giornalista, scrittore e politico tedesco.

## Biografia
Era figlio di Ludvig Christian Detlev Frederik, Graf zu Reventlow, un nobile di origine danese e di Emilie Julie Anna Louise Rantzau. La sua sorella minore era Fanny zu Reventlow, la "contessa boema" di Schwabing. Dopo aver conseguito la licenza liceale, nel 1888 intraprese una carriera nella Marina imperiale tedesca, raggiungendo il grado di tenente comandante. Il 14 marzo 1895 sposò ad Altona, in Germania, la nobildonna francese Adlige Blanche contessa d’Allemont de Broutillot. Nel 1899 si congedò dalla marina per tentare l'attività di piantatore in America centrale. Non soddisfatto della nuova attività, nel 1905 fece ritorno in Germania iniziando l'attività di giornalista e scrittore di politica e l'anno seguente pubblicò il romanzo di grande successo, Kaiser Wilhelm II. und die Byzantiner (Kaiser Guglielmo II e i Bizantini) nel quale descrisse il monarca come persona debole e distante dalle classi sociali più modeste. Nel 1907 divenne redattore del giornale Berliner Tageblatt prendendo le difese della Marina imperiale contro la Royal Navy britannica, allora la più potente marina militare del mondo. Scrisse anche su diverse pubblicazioni legate al Partito Popolare Tedesco, quali Tägliche Rundschau, Deutsche Tageszeitung e Kreuz-Zeitung. Si presentò candidato al Reichstag nel 1907 e nel 1912 ma non venne eletto. 
Durante la prima guerra mondiale fu redattore editoriale della Deutsche Tageszeitung. Accusò l'ambasciatore degli Stati Uniti in Germania, James W. Gerard, di essere una spia britannica, ma aggredì Arthur Zimmermann per il complotto tendente a formare un'alleanza tra Messico e Giappone contro gli Stati Uniti d'America. Attaccò furiosamente i leader della Germania per aver ceduto alle richieste degli Stati Uniti rispetto ai loro diritti dopo l'affondamento della Lusitania, e la "Tageszeitung" vide sospese le sue pubblicazioni il 25 giugno 1915. Per un attacco a Theobald von Bethmann-Hollweg, accusato di ingannare Paul von Hindenburg, fu citato in giudizio per calunnia nel 1916.
Fu molto critico nei confronti delle politiche del Kaiser Guglielmo II di Germania e successivamente della Repubblica di Weimar. Nel 1920 fondò il suo giornale, Der Reichswart ("Guardiano del Reich"), che venne pubblicato fino alla sua morte.

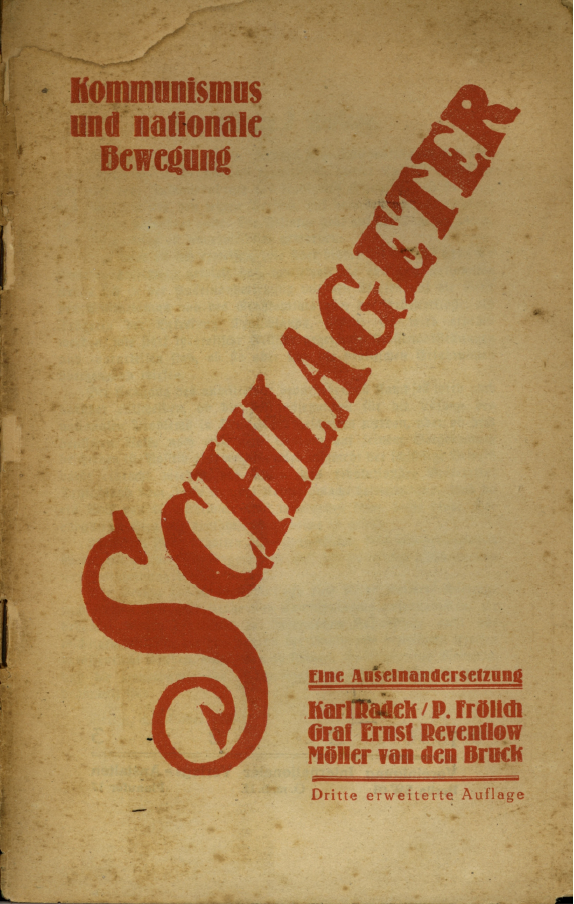
Copertina del libro del 1923 Schlageter: Eine Auseinandersetzung, che raccoglie il discorso Schlageter di Karl Radek e i principali interventi nel dibattito da esso suscitato, tra cui quello di Reventlow

Nell'immediato dopoguerra, una posizione vicina ad alcuni concetti del nazionalbolscevismo fu sostenuta da uno dei più influenti dirigenti del Comintern, Karl Radek, il quale postulava che esistesse una comunità di interessi tra i nazionalisti tedeschi e l'isolato regime bolscevico in Russia. In un primo momento Reventlow denunciò "l'illusione dei cosiddetti bolscevichi nazionali che il comunismo potrebbe trasformarsi in nazionalismo", ma quando nel 1923 Radek colse l'occasione dell'occupazione della Ruhr per tenere il suo discorso Schlageter dinanzi al III Plenum del Comitato esecutivo dell'Internazionale Comunista, Reventlow rispose con vari articoli su Der Reichswart, che furono successivamente ristampati dall'organo di stampa comunista Die Rote Fahne. Questa collaborazione fu di breve durata, ma diede a Reventlow la fama di uomo di sinistra. In seguito commentò con approvazione delle politiche interne del KPD sul Deutsches Tageblatt e chiese per i lavoratori il controllo manageriale del cinquanta per cento di qualsiasi impresa. È stato riferito che Reventlow fu il solo tra i capi nazisti a non essere mai fischiato quando si rivolgeva a folle di lavoratori.
Nel 1924 Reventlow e Albrecht von Graefe uscirono dal Partito Popolare Nazionale Tedesco (DNVP) per formare il Partito Popolare Tedesco della Libertà (DVFP) che era più Völkish e di sinistra del conservatore DNVP. Entrambi furono eletti al Reichstag come deputati DNVP, anche se nel maggio 1927 Reventlow litigò con il più conservatore Graefe e lasciò il partito per unirsi al NSDAP (Partito nazista), portando la sua fazione in blocco, tra cui Bernhard Rust, Franz Stöhr e Wilhelm Kube, ognuno dei quali avrebbe avuto ruoli di primo piano nel partito nazista. Ciò migliorò notevolmente la posizione del NSDAP nella Germania settentrionale, dove il DVFP era sempre stato più forte del NSDAP e alla fine del 1928 il DVFP aveva cessato di esistere a tutti gli effetti.
Il gruppo di Reventlow si alleò rapidamente con l'ala più socialista del NSDAP guidata da Gregor Strasser che favorì l'adozione di misure socialiste autentiche e un'alleanza con i sovietici contro le democrazie occidentali. Sebbene fosse influente nel partito fino alla fine, il gruppo divenne meno influente quando Hitler si dedicò al militarismo e all'antisemitismo dopo aver ottenuto il potere.
Reventlow non fu mai apprezzato o considerato autorevole da Hitler, ma la sua popolarità personale era notevole e Hitler scelse di non contraddirlo ma di ignorarlo. Reventlow non ricevette mai un incarico elevato nel partito né, dopo la presa del potere, gli fu assegnata alcuna carica di governo. Anche se spesso criticava le politiche del governo, gli fu permesso di pubblicare il suo giornale, Der Reichswart, fino alla sua morte nel 1943.
Reventlow sostenne una teoria proposta per la prima volta da Leslie Fry (pseudonimo di Paquita de Shishmareff), che nel suo libro "Waters Flowing Eastward" (Parigi: Éditions R.I.S.S., 1931) sosteneva che i Protocolli dei Savi di Sion erano il piano generale di una cospirazione secondo la quale un gruppo guidato dal "sionista culturale" Asher Ginzberg tramava il dominio del mondo. Tuttavia, all'epoca, Ginzberg sosteneva un risveglio culturale e politico ebraico internazionale, piuttosto che un singolo stato ebraico. Reventlow citò Fry come sua fonte per il suo pensiero sulle origini dei "Protocolli". Dopo che Philip Graves fornì prove, in "The Times", che i "Protocolli" erano falsi plagiati, Reventlow pubblicò il suo sostegno alla teoria della Fry della paternità di Ginzberg nel periodico La Vieille France. I sostenitori di Ginzberg lo citarono in giudizio ed egli fu costretto a ritrattare e a pagare i danni. Comunque continuò a sostenere il suo punto di vista.
L'antisemitismo di Reventlow non fu mai razziale, come quello di Hitler, ma culturale, e questo portò al suo coinvolgimento nel Movimento per la fede tedesca. Dal 1934 al 1936, Reventlow fu vicepresidente di questo movimento religioso che postulava che ogni popolo "attraverso il suo sangue" potesse sviluppare la propria conoscenza religiosa. Il movimento era anticristiano e cercò di creare una "fede vera" per la Germania.
Dal 1937 scrisse sulla rivista dell'Institut zur Erforschung der Judenfrage (Istituto di ricerche sulla questione ebraica). Morì nel 1943.  Nel necrologio pubblicato dall'organo di stampa nazionalsocialista Völkischer Beobachter si legge: "Con il trapasso del deputato del Reichstag conte Ernst zu Reventlow il 20 novembre, il movimento nazionalsocialista ha perso uno dei suoi primi e più valenti protagonisti".

## Ascendenza
|                                      |                                        |                                               | Genitori                                         |  |  | Nonni |  |  | Bisnonni                                            |  |  | Trisnonni                                   |  |
|                                      |                                        |                                               |                                                  |  |  |       |  |  | 8. Christian Ditlev Frederik, visconte di Reventlow |  |  | 16. Christian Ditlev, visconte di Reventlow |  |
|                                      |                                        |                                               |                                                  |  |  |       |  |  | 8. Christian Ditlev Frederik, visconte di Reventlow |  |  | 16. Christian Ditlev, visconte di Reventlow |  |
|                                      |                                        | 17. Friederike Johanna von Bothmer            |                                                  |  |  |       |  |  | 8. Christian Ditlev Frederik, visconte di Reventlow |  |  |                                             |  |
| 4. Ludvig Detlev, conte di Reventlow |                                        |                                               |                                                  |  |  |       |  |  | 8. Christian Ditlev Frederik, visconte di Reventlow |  |  |                                             |  |
|                                      |                                        | 9. Sophie Frederikke von Beulwitz             | 18. Christoph Ernst von Beulwitz                 |  |  |       |  |  |                                                     |  |  |                                             |  |
|                                      |                                        | 9. Sophie Frederikke von Beulwitz             | 18. Christoph Ernst von Beulwitz                 |  |  |       |  |  |                                                     |  |  |                                             |  |
|                                      |                                        | 9. Sophie Frederikke von Beulwitz             | 19. Sophie Hedwig von Warnstedt                  |  |  |       |  |  |                                                     |  |  |                                             |  |
| 2. Ludvig, conte di Reventlow        |                                        | 9. Sophie Frederikke von Beulwitz             |                                                  |  |  |       |  |  |                                                     |  |  |                                             |  |
|                                      |                                        | 10. Hans Detlev, barone di Hammerstein-Loxten | 20. Hans Christian, barone di Hammerstein-Loxten |  |  |       |  |  |                                                     |  |  |                                             |  |
|                                      |                                        | 10. Hans Detlev, barone di Hammerstein-Loxten | 20. Hans Christian, barone di Hammerstein-Loxten |  |  |       |  |  |                                                     |  |  |                                             |  |
|                                      |                                        | 10. Hans Detlev, barone di Hammerstein-Loxten | 21. Caroline Agnes Louise von Schrader           |  |  |       |  |  |                                                     |  |  |                                             |  |
| 5. Agnes von Hammerstein-Loxten      |                                        | 10. Hans Detlev, barone di Hammerstein-Loxten |                                                  |  |  |       |  |  |                                                     |  |  |                                             |  |
|                                      |                                        | 11. Sophie Dorothea Louise Holck              | 22. Frederik Wilhelm Conrad Holck                |  |  |       |  |  |                                                     |  |  |                                             |  |
|                                      |                                        | 11. Sophie Dorothea Louise Holck              | 22. Frederik Wilhelm Conrad Holck                |  |  |       |  |  |                                                     |  |  |                                             |  |
|                                      |                                        | 11. Sophie Dorothea Louise Holck              | 23. Juliane Sophie Danneskjold-Laurvig           |  |  |       |  |  |                                                     |  |  |                                             |  |
| 1. Ernst, conte di Reventlow         |                                        | 11. Sophie Dorothea Louise Holck              |                                                  |  |  |       |  |  |                                                     |  |  |                                             |  |
|                                      | 12. Christian Detlev, conte di Rantzau | 24. Christian Emil, conte di Rantzau          |                                                  |  |  |       |  |  |                                                     |  |  |                                             |  |
|                                      | 12. Christian Detlev, conte di Rantzau | 24. Christian Emil, conte di Rantzau          |                                                  |  |  |       |  |  |                                                     |  |  |                                             |  |
|                                      | 12. Christian Detlev, conte di Rantzau | 25. Anna Sabine von Buchwald                  |                                                  |  |  |       |  |  |                                                     |  |  |                                             |  |
| 6. Ernst, conte di Rantzau           | 12. Christian Detlev, conte di Rantzau |                                               |                                                  |  |  |       |  |  |                                                     |  |  |                                             |  |
|                                      |                                        | 13. Charlotte von Diede zum Fürstenstein      | 26. Wilhelm Christoph von Diede zum Fürstenstein |  |  |       |  |  |                                                     |  |  |                                             |  |
|                                      |                                        | 13. Charlotte von Diede zum Fürstenstein      | 26. Wilhelm Christoph von Diede zum Fürstenstein |  |  |       |  |  |                                                     |  |  |                                             |  |
|                                      |                                        | 13. Charlotte von Diede zum Fürstenstein      | 27. Ursula Margarethe von Callenberg             |  |  |       |  |  |                                                     |  |  |                                             |  |
| 3. Emilie Anna Louise von Rantzau    |                                        | 13. Charlotte von Diede zum Fürstenstein      |                                                  |  |  |       |  |  |                                                     |  |  |                                             |  |
|                                      |                                        | 14. Karl Emil, conte di Rantzau               | 28. Christian Emil, conte di Rantzau (= 24)      |  |  |       |  |  |                                                     |  |  |                                             |  |
|                                      |                                        | 14. Karl Emil, conte di Rantzau               | 28. Christian Emil, conte di Rantzau (= 24)      |  |  |       |  |  |                                                     |  |  |                                             |  |
|                                      |                                        | 14. Karl Emil, conte di Rantzau               | 29. Anna Sabine von Buchwald (= 25)              |  |  |       |  |  |                                                     |  |  |                                             |  |
| 7. Agnes Luise zu Rantzau            |                                        | 14. Karl Emil, conte di Rantzau               |                                                  |  |  |       |  |  |                                                     |  |  |                                             |  |
|                                      |                                        | 15. Emilie Hedwig von Bernstorff              | 30. Andreas Peter, conte di Bernstorff           |  |  |       |  |  |                                                     |  |  |                                             |  |
|                                      |                                        | 15. Emilie Hedwig von Bernstorff              | 30. Andreas Peter, conte di Bernstorff           |  |  |       |  |  |                                                     |  |  |                                             |  |
|                                      |                                        | 15. Emilie Hedwig von Bernstorff              | 31. Henriette zu Stolberg-Stolberg               |  |  |       |  |  |                                                     |  |  |                                             |  |
|                                      |                                        | 15. Emilie Hedwig von Bernstorff              |                                                  |  |  |       |  |  |                                                     |  |  |                                             |  |

## Opere
- Die deutsche Flotte. Ihre Entwicklung und Organisation. 1901
- Der russisch-japanische Krieg. 1904 ff.
- Kaiser Wilhelm II. und die Byzantiner, 1906
- Holder Friede, Süsse Eintracht. Eine politische Satire. Dieterich'sche Verlagsbuchhandlung, Theodor Weicher, Leipzig 1906
- Deutschlands auswärtige Politik 1888–1913. 1914
- Deutschland zur See. Ein Buch von der deutschen Kriegsflotte. Verlag Otto Spamer, Leipzig 1914
- Der Vampir des Festlandes. Eine Darstellung der englischen Politik nach ihren Triebkräften, Mitteln und Wirkungen. 1915
- Die Aufgabe der deutschen Flotte in diesem grossen Kriege., Kaiser-Wilhelm-Dank, Verlag Kameradschaft, Berlin, ca. 1915
- Brauchen wir die flandrische Küste? 1918
- Politische Vorgeschichte des Großen Krieges. 1919
- Völkisch-kommunistische Einigung? 1924
- Minister Stresemann als Staatsmann und Anwalt des Weltgewissens. 1925
- Kriegsschuldlüge und Kriegsschuldlügner. 1929
- Deutscher Sozialismus. 1930
- Der Weg zum neuen Deutschland. Ein Beitrag zum Wiederaufstieg des deutschen Volkes. 1931
- Der deutsche Freiheitskampf. 1934
- Wo ist Gott? 1934
- Judas Kampf und Niederlage in Deutschland. 150 Jahre Judenfrage. 1937
- Von Potsdam nach Doorn. 1940